# ألان وليامز (سياسي كندي)
ألان وليامز هو سياسي كندي، ولد في 22 يونيو 1922 في كندا، وتوفي في 28 فبراير 2011 في فانكوفر في كندا. حزبياً، نشط في BC United ‏.